# 1988年カルガリーオリンピックのノルディック複合競技
1988年カルガリーオリンピックのノルディック複合競技（1988ねんカルガリーオリンピックのノルディックふくごうきょうぎ）はカルガリー市のオリンピックパークおよびキャンモアスキーセンターで行われた。

## 競技の結果

### 個人グンダーセンP70/15km
- 2位以下は1位との差で示した。
- グンダーセン方式がオリンピックで初めて採用された。
- 前半ジャンプ1988年2月27日13:30～
- 後半クロスカントリー1988年2月28日10:00～

| 順位 | 国・地域         | 氏名                       | 記録                        |
| ---- | ---------------- | -------------------------- | --------------------------- |
| 金   | スイス           | ヒッポリト・ケンプ         | 38分16秒8（JP3位、CC2位）   |
| 銀   | オーストリア     | クラウス・ズルツェンバッハ | +19秒（JP1位、CC17位）      |
| 銅   | ソビエト連邦     | アラール・レバンディ       | +1分04秒3（JP4位、CC12位）  |
| 4    | 東ドイツ         | ウヴェ・プレンツェル       | +1分10秒7（JP13位、CC4位）  |
| 5    | スイス           | アンドレアス・シャード     | +1分12秒5（JP14位、CC3位）  |
| 6    | ノルウェー       | トールビョルン・ロッケン   | +1分15秒5（JP19位、CC1位）  |
| 7    | チェコスロバキア | ミロスラフ・コパル         | +1分32秒5（JP12位、CC8位）  |
| 8    | 東ドイツ         | マルコ・フランク           | +1分48秒1（JP10位、CC11位） |
| 9    | 東ドイツ         | トーマス・プレンツェル     | +1分50秒6（JP5位、CC20位）  |
| 10   | ソビエト連邦     | ワシリー・サビン           | +1分55秒4（JP17位、CC6位）  |

### 団体P70/3x10km
- 前半ジャンプ1988年2月23日13:30～
- 後半クロスカントリー1988年2月24日10:00～

| 順位 | 国・地域         | 選手名                                                                           | 記録           |
| ---- | ---------------- | -------------------------------------------------------------------------------- | -------------- |
| 金   | 西ドイツ         | トーマス・ミュラー ハンス＝ペーター・ポール フーベルト・シュワルツ               | 1時間20分46秒0 |
| 銀   | スイス           | フレディ・グランツマン ヒッポリト・ケンプ アンドレアス・シャード                 | +3秒4          |
| 銅   | オーストリア     | ハンスヨルグ・アッシェンワルド ギュンター・サー クラウス・ズルツェンバッハ       | +30秒9         |
| 4    | ノルウェー       | トールビョルン・ロッケン ハルスタイン・ボグセット トロント＝アルネ・ブレーデセン | +48秒6         |
| 5    | 東ドイツ         | トーマス・プレンツェル マルコ・フランク ウヴェ・プレンツェル                     | +2分18秒5      |
| 6    | チェコスロバキア | ラディスラフ・パトラシュ ヤン・クリムコ ミロスラフ・コパル                       | +2分57秒1      |
| 7    | フィンランド     | パシ・サープンキ ユーコ・パルヴィアイネン ユッカ・ユリプリ                       | +4分52秒3      |
| 8    | フランス         | イアン・ボー サヴィエ・ジラール ファブリス・ギー                                 | +6分23秒4      |
| 9    | 日本             | 宮崎秀基 阿部雅司 児玉和興                                                       | +8分40秒3      |
| 10   | アメリカ合衆国   | ジョー・ホランド トッド・ウィルソン ハンス・ジョンストン                         | +8分40秒3      |